# Килинец
Килинец — деревня в Печорском районе Псковской области России. Входит в состав сельского поселения «Круппская волость».
Расположена на севере района на берегу Псковского озера, в 2,5 км к востоку от волостного центра, деревни Крупп.

## Население
Численность населения деревни по состоянию на конец 2000 года составляла 7 жителей.
| 2001 | 2002 | 2010 |
| ---- | ---- | ---- |
| 7    | ↘6   | ↘4   |